# Научный центр социально-экономического мониторинга
Научный центр социально-экономического мониторинга (НЦСЭМ) — научно-исследовательское учреждение Республики Мордовия, выполняющее научные исследования и разработки в области социологии и экономики. Основным направлением деятельности является проведение регулярных опросов общественного мнения среди жителей региона и их научный анализ.

## История
Идея создания научно-исследовательской организации, деятельность которой была бы направлена на осуществление систематического анализа различных социально-экономических процессов, принадлежит доктору философских наук, профессору Александру Ивановичу Сухареву.
В 2002 г. на основании Указа Главы Республики Мордовия от 16 июля 2002 г. N 86-УГ «О мерах по организации регионального социально-экономического мониторинга» в составе НИИ регионологии при Мордовском государственном университете имени Н. П. Огарёва образован Научный центр социально-экономического мониторинга Республики Мордовия. Он позиционируется как экспертно-аналитический орган, созданный в целях осуществления систематического научного анализа социально-экономических процессов, происходящих в Республике Мордовия, и подготовки для республиканских органов государственной власти аналитических материалов.
В 2007 г. на основании Распоряжения Правительства Республики Мордовия от 2 февраля 2007 г. № 56-р "О создании Государственного учреждения «Научный центр социально-экономического мониторинга Республики Мордовия» Научный центр социально-экономического мониторинга был выведен из состава НИИ регионологии при Мордовском государственном университете имени Н. П. Огарёва и приобрел статус государственного учреждения. Его цель заключалась в обеспечении систематического исследования социально-экономической ситуации в Республике Мордовия, а также научном анализе региональных проблем социально-экономического развития. В качестве учредителя выступило Правительство Республики Мордовия, а с 2008 г. организация подведомственна Министерству науки, информатизации и новых технологий Республики Мордовия.
В 2011 г. на основании Постановления Правительства Республики Мордовия от 11 июля 2011 г. № 257 "Об изменении типа существующего государственного учреждения «Научный центр социально-экономического мониторинга Республики Мордовия» в целях создания Государственного казенного учреждения Республики Мордовия «Научный центр социально-экономического мониторинга» Научный центр социально-экономического мониторинга приобретает статус государственного казенного учреждения. С 2012 г. он становится подведомственным Министерству промышленности, науки и новых технологий Республики Мордовия, а с 2021 г. — Министерству экономики, торговли и предпринимательства Республики Мордовия.

## Руководство
- 2002—2010 года — доктор философских наук, профессор А. И. Сухарев, директор;
- 2011—2018 года — кандидат технических наук, доцент В. В. Конаков;
- 2018—2021 года — доктор социологических наук, доцент И. М. Фадеева;
- с 2022 года — кандидат социологических наук Л. Н. Курышова.

## Научная и преподавательская деятельность
Профилирующими направлениями научно-исследовательской деятельности Научного центра социально-экономического мониторинга являются:
- мониторинг социальных процессов;
- мониторинг экономических процессов;
- мониторинг правовых процессов;
- мониторинг территориального управления;
- мониторинг демографии и трудовых процессов.

Некоторые другие проекты, реализуемые на постоянной основе:
- «Оценка населением Республики Мордовия эффективности деятельности органов местного самоуправления городского округа и муниципальных районов»;
- «Мониторинг удовлетворенности потребителей состоянием конкурентной среды в Республике Мордовия»;
- «Мониторинг наркоситуации в Республике Мордовия»;
- «Мониторинг среди населения на предмет отношения к коррупции и взяточничеству»;
- «Оценка предпринимательским сообществом общих условий ведения предпринимательской деятельности в регионе».

Продолжая и приумножая научные традиции, заложенные А. И. Сухаревым, Научный центр социально-экономического мониторинга (в том числе при участии НИИ регионологии при Мордовском государственном университете имени Н. П. Огарёва и кафедры социологии Мордовского государственного университета имени Н. П. Огарёва) практически ежегодно осуществляет мониторинг факторов и механизмов гармонизации социальных отношений в Республике Мордовия.
Ежегодно проводится более 20 социологических исследований, в ходе которых опрашивается свыше 25 тыс. респондентов в Республике Мордовия. Развивается направление онлайн-исследований, интенсивно внедряются качественные методы.
Сотрудники Научного центра социально-экономического мониторинга активно привлекаются к экспертной работе в области региональной политики. При их непосредственном участии разработаны различные комплексные и отраслевые программы (Государственная программа Республики Мордовия по оказанию содействия добровольному переселению в Российскую Федерацию соотечественников, проживающих за рубежом, Государственная программа Республики Мордовия «Доступная среда» на 2014—2025 годы, Республиканская целевая программа по улучшению демографической ситуации в Республике Мордовия до 2020 года и др.). С 2014 г. Научный центр социально-экономического мониторинга осуществляет независимую оценку качества деятельности организаций социальной сферы в Республике Мордовия.
Исследовательский опыт положен в основу учебных курсов, которые сотрудники Научного центра социально-экономического мониторинга читают в Мордовском государственном университете имени Н. П. Огарёва, Мордовском государственном педагогическом университете имени М. Е. Евсевьева и Средне-Волжском институте (филиале) ВГУЮ (РПА Минюста России). Ежегодно на базе организации проходят учебную, производственную и преддипломную практику студенты (бакалавры и магистранты), получающее социологическое образование в Мордовском государственном университете имени Н. П. Огарёва. Сотрудники Научного центра социально-экономического мониторинга регулярно выступают с докладами на российских и зарубежных научных конференциях и круглых столах, публикуются в ведущих рецензируемых изданиях.
Научный центр социально-экономического мониторинга готовит научные издания, посвященные социально-экономическому развитию Республики Мордовия. С 2002 г. издаются Бюллетени Научного центра социально-экономического мониторинга, где освещаются ключевые вопросы региональной политики. Начиная с 2019 г. они становятся ежеквартальными и профессионально ориентированными на социологическое сообщество.
С 2012 г. на базе Научного центра социально-экономического мониторинга в партнерстве с Мордовским государственным университетом им. Н. П. Огарёва проводятся научно-практические конференции, посвященные памяти доктора философских наук, профессора А. И. Сухарева (Сухаревские чтения).